# Gerardus Mercator
Za zaseban članak o matematičaru istog prezimena vidi Nicholas Mercator.
Gerardus Mercator (Rupelmonde, 5. ožujka 1512. – Duisburg, 2. prosinca 1594.), kartograf iz Francuske i Svetog Rimskog Carstva. Rođen je u Rupelmondeu u grofoviji Flandriji kao dijete roditelja koji su potjecali iz Gangelta u kneževini Jülich. U Duisburgu je živio od 1552. godine. Ostao je zapamćen po kartografskoj projekciji korištenoj u izradi karte svijeta koja je prema njemu nazvana Mercatorovom projekcijom.

## Život i djelo
Mercator je rođen kao Gheert Cremer (ili Gerard de Cremere) u flamanskom gradu Rupelmondeu. "Mercator" je latinizirani oblik njegova imena, a u prijevodu znači "trgovac". Obrazovanje je stekao u 's-Hertogenboschu kod slavnog humanista Macropediusa, te na Sveučilištu u Leuvenu. Unatoč tome što je postao slavan kao kartograf, Mercatorov glavni izvor prihoda dolazio je od izrade matematičkih instrumenata. Nakon povratka u Leuven radio je s Gemmom Frisiusom i Gasparom Myricom. Od 1535. do 1536. skupa su radili na konstrukciji terestričkog globusa. Mercator u projektu nije prvenstveno sudjelovao kao kartograf, već kao vrlo vješt graver mjedenih ploča. Mercatorovo samostalno izrađivanje karata započelo je tek kad je 1537. napravio kartu Palestine nakon čega je napravio još jednu kartu svijeta (1538.) i kartu Flandrije (1540.). Tijekom tog razdoblja naučio je kurzivno pisanje jer se ono pokazalo najprikladnijim tipom pisma za bakropis na kartama. Mercator je napisao prvu instrukcijsku knjigu za kurziv izdanu u sjevernoj Europi.
Mercator je optužen za herezu 1544. godine zbog svojih simpatija prema protestantskom vjerovanju i sumnjama zbog njegovih učestalih putovanja. U zatvoru je proveo sedam mjeseci prije nego što je optužba odbačena vjerojatno zbog intervencije sveučilišnih vlasti.
Godine 1552. preselio se u Duisburg, jedan od većih gradova u njemačkoj kneževini Kleve. Ondje je otvorio kartografsku radionicu u kojoj je 1554. dovršio kartu Europe u šest ploča. Istovremeno je radio kao gradski geodet. Njegovi motivi za odlazak u Duisburg nisu jasni. Moguće je da je Mercator napustio Nizozemsku zbog vjerskih razloga ili zbog toga što je informiran o planovima o osnivanju sveučilišta. Mercator je poučavao matematiku na akademskoj školi u Duisburgu. Nakon stvaranja nekoliko karata imenovan je 1564. dvorskim kozmografom na dvoru Wilhelma, vojvode od Jülich-Kleve-Berga. Mercator je konstruirao novu kartu i prvi put je uporabio 1569. godine. Ova je karta imala paralelne linije geografske dužine kako bi olakšala navigaciju morem, jer se smjer prema kompasu označavao ravnim linijama.
Mercator je riječ atlas uporabio za označavanje zbirke karata, te potaknuo Abrahama Orteliusa da sastavi prvi moderni atlas svijeta Theatrum Orbis Terrarum iz 1570. godine. Mercator je svoj atlas sačinio u mnogo dijelova od kojih je prvi objavljen 1578. a sastojao se od ispravljenih verzija Ptolomejevih karata (iako je načinio brojne nove pogreške). Karte Francuske, Njemačke i Nizozemske dodane su 1585. a Balkana i Grčke 1588. dok je sljedeće karte izdao 1595. nakon njegove smrti njegov sin Rumold Mercator.
Mercator je izmislio tehniku izrade globusa, kako nebeskih tako i zemaljskih, putem tehnika relativne masovne proizvodnje. U to su se vrijeme globusi naporno izrađivali graviranjem na drvenoj ili pozlaćenoj mjedenoj sferi. Mercator je globuse od papier-mâchéa oblikovao na drvenom kalupu, a zatim ih prerezao duž ekvatora. Nakon što su ponovo bili spojeni, na globuse se stavljao gesso, bijela mješavina tankog plastera i šlihte. Mercator je gravirao i tiskao zbirke karata svijeta na dvanaest šiljastih isječaka sa zakrivljenim krajevima koji su se sužavali prema polovima te ih izrezivao i postavljao na globus. Kružne gravirane kape prekrivale su krajeve na polovima. Nakon što su globusi bili ručno obojeni vodenim bojama, postavljali su se na drvena postolja s kalibriranim mjedenim horizontskim prstenovima. Sačuvana su dvadeset dva para takvih Mercatorovih globusa.
Nakon preseljenja u Duisburg Mercator više nije nikad napustio grad te je ondje i umro kao poštovan i imućan građanin. Pokopan je u glavnoj gradskoj katedrali sv. Salvatorusa. Eksponati njegovih radova mogu se vidjeti u Mercatorovoj riznici smještenoj u gradu.
Više eksponata o Mercatorovu životu i djelu nalazi se u Mercatorovu muzeju u Sint-Niklaasu, Belgija.

## Više informacija
- Povijest kartografije

## Preporuka za daljnje čitanje
- Nicholas Crane: Mercator: the man who mapped the planet, London: Phoenix, 2003, ISBN 075381692X

## Vanjske poveznice
- Turn the pages of the British Library's Mercator Atlas of Europe (c.1570)  Arhivirana inačica izvorne stranice od 24. lipnja 2010. (Wayback Machine)
- Mercatorov atlas  Arhivirana inačica izvorne stranice od 23. studenoga 2007. (Wayback Machine)